# Guatteria heterotricha
Guatteria heterotricha är en kirimojaväxtart som beskrevs av Robert Elias Fries. Guatteria heterotricha ingår i släktet Guatteria och familjen kirimojaväxter. Inga underarter finns listade i Catalogue of Life.